# Siedlec (powiat krakowski)

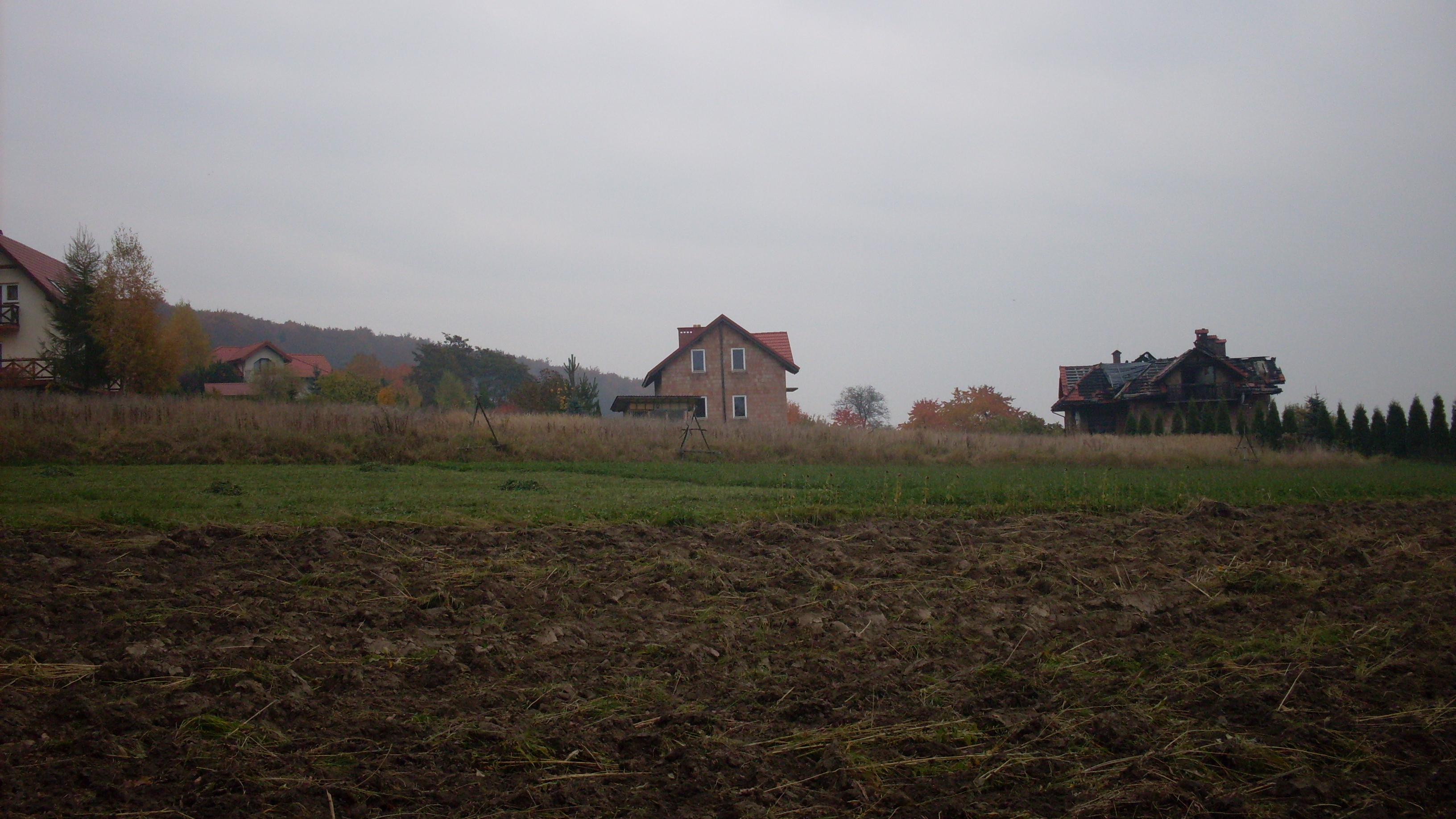
Część wsi Błonia

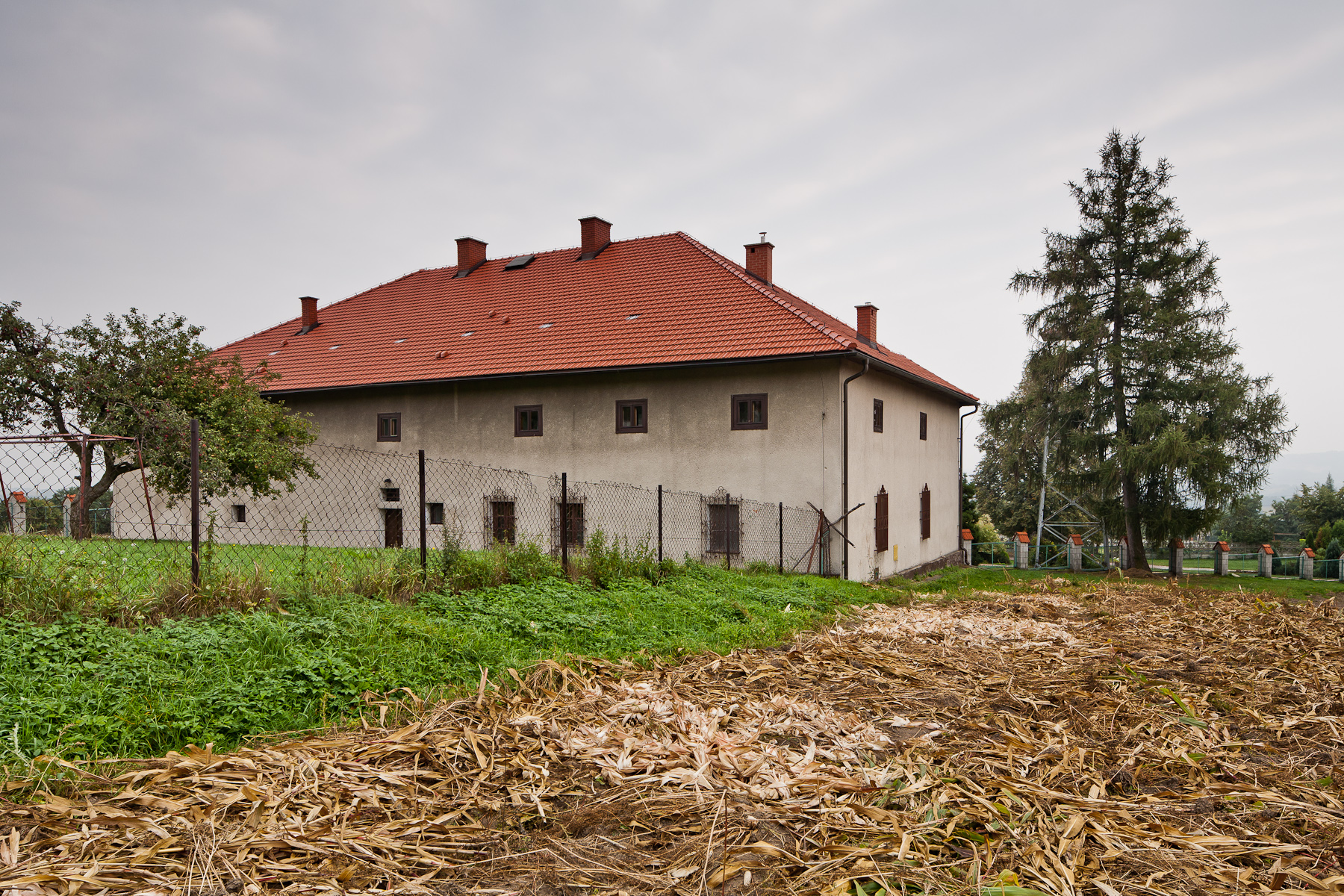
Dwór

Siedlec – wieś w Polsce, położona w województwie małopolskim, w powiecie krakowskim, w gminie Krzeszowice. Powierzchnia wsi wynosi 464,15 ha.
Wieś biskupstwa krakowskiego w powiecie proszowickim w województwie krakowskim w końcu XVI wieku. W czasie II Rzeczypospolitej wieś należała do powiatu chrzanowskiego w województwie krakowskim. Od 26 października 1939 do 18 stycznia 1945 r. wieś należała do gminy Kressendorf w Landkreis Krakau, dystryktu krakowskiego w Generalnym Gubernatorstwie. Do 1954 r. wieś należała do ówczesnej gminy Krzeszowice. W latach 1954–1960 wieś była siedzibą gromady Siedlec w ówczesnym powiecie chrzanowskim w woj. krakowskim. W lipcu 1960 r. gromadę Siedlec zniesiono włączając jej obszar do nowo utworzonej gromady Krzeszowice. Od 1 stycznia 1973 r. wieś znajduje się w reaktywowanej gminie Krzeszowice.
W latach 1975–1998 miejscowość administracyjnie należała do województwa krakowskiego.

## Położenie
Wieś położona na południowym krańcu Wyżyny Olkuskiej na Jurze Krakowsko-Częstochowskiej. Południowa część wsi opada do Rowu Krzeszowickiego. Siedlec leży ok. 5 km na północny wschód od centrum Krzeszowic i 21 km od Krakowa. Na północy wsi rozciągają się Marmurowe Wzgórza z wzgórzami: Murowaniec, Piaskowa Góra, Łysa Góra. Graniczy od północy z Dębnikiem (przez las), od północnego wschodu z Dubiem, od wschodu z Pisarami, od południa z Nawojową Górą i od zachodu z krzeszowickim osiedlem Żbik.

## Integralne części wsi
| SIMC    | Nazwa   | Rodzaj    |
| ------- | ------- | --------- |
| 0324748 | Błonia  | część wsi |
| 0324754 | Kolonia | część wsi |

## Historia
Pierwotna nazwa wsi brzmiała Osiedlec, od 'osiedlania się' osadników na wykarczowanych gruntach w 1394 r., z którego pochodzi pierwsza wzmianka o wsi, właścicielem jej był Pietrasz z Siedlca. Na przełomie XV i XVI w. istniała opuszczona później wieś Wszęcin, po której pozostała tylko nazwa pól w południowo-wschodniej części wsi.
W 1528 r. na południowym zboczu Łysej Góry (od strony Dubia rozpoczęto budowę fundamentów pod klasztor karmelitów bosych, ale szybko ją przerwano z powodu rzekomego braku wody, klasztor postanowiono wybudować w pobliskiej Czernej. W 1529 r. wieś weszła w skład dóbr Tęczyńskich z Krzeszowic.
Około 1578 r. ówczesny właściciel Paczółtowic Feliks Czerski na gruntach Siedlca wystawił dla siebie okazały dwór. W 1635 r. Agnieszka z Tęczyńskich Firlejowa poprosiła o pomoc swego brata Jana Magnusa Tęczyńskiego, aby za pomocą podwojewodziego Wojciecha Miroszewskiego wykupił na jego nazwisko Siedlec od Tęczyńskich.

W czasie potopu szwedzkiego u miejscowego pisarza Wawrzyńca Peruna, stała załoga szwedzka. Podczas powstania styczniowego tędy prowadziła droga przerzutów powstańców i broni do Królestwa. Tędy przeprawiał się oddział, zorganizowany w Krakowie przez Aleksandra Krukowieckiego, a dowodzony przez braci Gustawa Habicha i Edwarda Habicha. W poł. XVI w. dzierżawcą Siedlca był pochodzący z Austrii rajca stołeczny Erazm Aichler.
Na początku XIX w. przeniesieni na czynsz poddani karmelitów z Czernej mieszkańcy wsi mieli poważne trudności ze znalezieniem środków na zapłacenie wysokiego czynszu, którego wysokość przekraczała możliwości gospodarstwa domowego. Stąd też dochodziło do czynnych wystąpień chłopskim przeciwko karmelitom z Czernej. W czasach Rzeczypospolitej Krakowskiej na mocy umowy między plebanem z Rudawy ustalono dziesięcinę w wysokości 252 zł.
W I poł. XIX w. na terenie wsi odkryto złoża glinki i kamienia gipsowego. Kopalnia Maria dostarczała glinki do zakładów ceramicznych. W latach 1935–1939 dzierżawił ją od karmelitów z Czernej hrabia Adam Potocki dla swych zakładów ceramicznych.

## Zabytki
- Zespół dworski w Siedlcu wybudowany przez karmelitów bosych z Czernej w 1766 roku[8].

30 października 1947 r. miejscowy dwór wydzierżawiło, a następnie kupiło Zgromadzenie Sióstr Najświętszej Duszy Chrystusa Pana z Krakowa.

## Współczesność
Kilka lat temu zlikwidowano szkołę podstawową, w tym miejscu powstała biblioteka. Istnieje Ochotnicza Straż Pożarna. Oprócz katolików, żyją tu także Świadkowie Jehowy (ok. 1%).

## Znani ludzie
- Andrzej Stopka ps. Duszek – polski malarz, scenograf i karykaturzysta, profesor krakowskiej Akademii Sztuk Pięknych.
- Jan Siek – artysta rzeźbiarz, prof. krakowskiej Akademii Sztuk Pięknych, autor między innymi: figury św. Barbary, znajdującej się na gmachu głównym Akademii Górniczo-Hutniczej oraz popiersia ks. kardynała Adama Stefana księcia Sapiehy, znajdującego się w parku im. dr. H. Jordana.
- Zofia Tajber – założycielka Zgromadzenia Sióstr Najświętszej Duszy Chrystusa Pana[10].